# Alejandra Lajous
Alejandra Lajous Vargas (Ciudad de México, 18 de agosto de 1948-11 de marzo de 2023) fue una historiadora y funcionaria pública mexicana. Se desempeñó como Cronista de la Presidencia de la República de 1982 a 1988, durante el sexenio del presidente Miguel de la Madrid y directora general de Canal Once, emisora de la televisión pública mexicana del Instituto Politécnico Nacional (IPN), entre 1991 y 2000. Fue autora de libros de historia y de crónica política contemporánea como así también productora de programas televisivos de análisis político (Primer Plano y Entre tres) y de cápsulas de divulgación de la historia de México (¿Quieres repensar la historia?) transmitidas por televisión y en internet.

## Biografía
Fue maestra en historia por la Facultad de Filosofía y Letras de la Universidad Nacional Autónoma de México (UNAM). De 1974 a 1976 participó en el programa Historia de la Revolución Mexicana, coordinado por El Colegio de México (Colmex), y de 1976 a 1984 fue investigadora en Instituto de Investigaciones Históricas de la UNAM.
Inició su carrera en el servicio público en 1982, cuando fue nombrada Cronista de la Presidencia de la República, labor de la que no existían antecedentes en México. Para llevarla a cabo, reunió a un grupo de historiadores profesionales y diseñó una metodología historiográfica para:

“…aunque difícil y arriesgado, escribir un relato que intente dar una visión de conjunto del pasado reciente… no es posible hacer un recuento exhaustivo de lo ocurrido; sólo podemos aspirar a crear un sentido del pasado. Para lograrlo, decidimos guiarnos, esencialmente, por aquellos acontecimientos que, habiendo tenido repercusión en la opinión pública, dan testimonio de la acción del gobierno y, por tanto, del proceso mismo de gobernar”.

 El resultado de este trabajo fueron siete libros: uno por cada año del gobierno, publicados con el título genérico de Las razones y las obras. Gobierno de Miguel de la Madrid. Crónica del sexenio 1982–1988, y Crónica de la campaña electoral de Miguel de la Madrid.
Además, en un ejercicio inusual de coautoría, participó en la escritura de las memorias de Miguel de la Madrid, tituladas Cambio de rumbo. Testimonio de una Presidencia. 1982–1988. En ellas, el presidente mexicano explica: 

“La conciencia de la gravedad de la situación me llevó a querer dejar una memoria histórica de lo que estaba ocurriendo… Decidí buscar a alguien que me apoyara en esta tarea, pues sabía que lo que no se anota sobre la marcha, en buena medida se pierde. La noche anterior a asumir la Presidencia invité a Alejandra Lajous Vargas a incorporarse a mi equipo de trabajo como Cronista de la Presidencia de la República… lo que ahora quiero aclarar es que, para guiar a sus colaboradores, Alejandra Lajous sostuvo conmigo entrevistas regulares, cada dos o tres semanas. En dichas ocasiones me hacía preguntas a las que yo respondía con amplitud. Por instrucciones mías, ella redactó el resultado de esas conversaciones y sometió, cada tres meses, esos textos a mi revisión. Ellos componen el cuerpo de este libro… El texto quedó como fue dicho y aprobado en su momento”.

La Unidad de la Crónica Presidencial publicó también dos ediciones (1984 y 1987) del Diccionario biográfico del gobierno mexicano, con la trayectoria político–administrativa de los principales servidores públicos del Poder Ejecutivo, de los miembros del Poder Legislativo y de los integrantes del Poder Judicial.
Alejandra Lajous creó también el Centro de Documentación, como parte de la Unidad de la Crónica Presidencial. En él se recopilaron y clasificaron los documentos producidos por las dependencias que conforman el Poder Ejecutivo federal durante el sexenio de 1982 a 1988. Al término del gobierno de Miguel de la Madrid, ese material se entregó al Archivo General de la Nación.
En los 10 años que dirigió Canal Once (1991–2000), lo transformó en una televisora pública reconocida nacional e internacionalmente: renovó la programación; incorporó talento joven; apoyó la producción propia de programas infantiles, de servicio social y sobre la naturaleza; modernizó el equipo técnico, y puso en funcionamiento pleno la antena en el Cerro del Chiquihuite para mejorar la recepción de la señal. Fue también pionera en la producción de programas televisivos de análisis político con Primer Plano, que comenzó a transmitirse en el canal el 4 de octubre de 1999.
En esos años, Canal Once recibió 60 premios, tanto nacionales como internacionales: 18 a los programas infantiles de producción propia; 14 de la Broadcasting Design Association (BDA) al arte y los promocionales de la televisora, y 28 en otras categorías. Entre ellos destacan los concedidos a Alejandra Lajous por su creatividad, innovación empresarial y contribución al desarrollo de la televisión mexicana; los premios Nacional de Periodismo 1997 a Bizbirije, 1998 a Mi Gran Amigo, 1999 a Zona O, y 1999–2000 a la serie Mujeres y Poder, coproducida con Isabelle Tardán, así como el Premio Nacional de Ahorro de Energía 1999 y el Premio al Programa Especial de Fin de Año El 2000 Hoy.
De manera independiente, Alejandra Lajous retomó su labor de historiadora y de 2003 a 2007 escribió cuatro libros de crónica política: ¿Dónde se perdió el cambio? Tres episodios emblemáticos del gobierno de Fox; AMLO: Entre la atracción y el temor; Confrontación de agravios. La postelección de 2006, y Vicente Fox. El presidente que no supo gobernar. Algunos de ellos en coautoría con un grupo de historiadores que coordinó.
Del 7 de julio de 2004 al 5 de marzo de 2012, produjo el programa televisivo de análisis político Entre tres, que se transmitió por Televisión Azteca.
En 2010, escribió y produjo 25 cápsulas de divulgación histórica que abarcan de la Independencia a la alternancia política (2000). Con una duración de un minuto, estas cápsulas utilizan animaciones elaboradas exprofeso y, aunque cada una de ellas trata un tema concreto, en conjunto, presentan una interpretación coherente de la historia de México. Se transmitieron por Televisión Azteca y en internet. Aún se pueden consultar en la red.

## Obra

### Libros
Como autora única y en coautoría
- Los inicios de la institucionalización: la política del Maximato, en Historia de la Revolución Mexicana 1928–1934, Vol. 12, con Lorenzo Meyer y Rafael Segovia, México, El Colegio de México, 1978.
- Los orígenes del partido único en México, México, Instituto de Investigaciones Históricas, Universidad Nacional Autónoma de México, Serie de Historia Moderna y Contemporánea, 1979 y 1981.[9]
- El PRI y sus antepasados, México, Martín Casillas Editores, Colección Memoria y Olvido: Imágenes de México, 1982.
- Los partidos políticos en México, México, Premià Editora, Colección La red de Jonás, 1985.
- Las razones y las obras. Gobierno de Miguel de la Madrid. Crónica del sexenio 1982–1988. Primer año, Directora, con Ulises Beltrán, Enrique Cárdenas y Santiago Portilla, México, Fondo de Cultura Económica, Presidencia de la República, Unidad de la Crónica Presidencial, 1984.[10]
- Las razones y las obras. Gobierno de Miguel de la Madrid. Crónica del sexenio 1982–1988. Segundo año, Directora, con Ulises Beltrán, Enrique Cárdenas y Santiago Portilla, México, Fondo de Cultura Económica, Presidencia de la República, Unidad de la Crónica Presidencial, 1985.
- Las razones y las obras. Gobierno de Miguel de la Madrid. Crónica del sexenio 1982–1988. Tercer año, Directora, con Ulises Beltrán, Enrique Cárdenas y Santiago Portilla, México, Fondo de Cultura Económica, Presidencia de la República, Unidad de la Crónica Presidencial, 1986.
- Las razones y las obras. Gobierno de Miguel de la Madrid. Crónica del sexenio 1982–1988. Cuarto año, Directora, con Ulises Beltrán, Santiago Portilla y Roberto Villarreal Gonda, México, Fondo de Cultura Económica, Presidencia de la República, Unidad de la Crónica Presidencial, 1987.
- Las razones y las obras. Gobierno de Miguel de la Madrid. Crónica del sexenio 1982–1988. Quinto año, Directora, con Graciela Orozco de Andapia, Dora Schael de Obregón y Roberto Villarreal Gonda, México, Fondo de Cultura Económica, Presidencia de la República, Unidad de la Crónica Presidencial, 1988.
- Las razones y las obras. Gobierno de Miguel de la Madrid. Crónica del sexenio 1982–1988. Sexto año, Directora, con Antonio Morfín, Graciela Orozco de Andapia, Lucía de Pablo y Dora Schael de Obregón, México, Fondo de Cultura Económica, Presidencia de la República, Unidad de la Crónica Presidencial, 1988.
- Las razones y las obras. Crónica de la campaña electoral de Miguel de la Madrid, Directora, con Santiago Portilla, México, Fondo de Cultura Económica, Presidencia de la República, Unidad de la Crónica Presidencial, 1988.
- Manual de historia del México contemporáneo. 1917–1940, Coordinadora, con Margarita Ávila Ramírez et ál, México, Instituto de Investigaciones Históricas, Universidad Nacional Autónoma de México, 1988.
- ¿Dónde se perdió el cambio? Tres episodios emblemáticos del gobierno de Fox, México, Editorial Planeta, 2003.
- Cambio de rumbo. Testimonio de una Presidencia, 1982–1988, con Miguel de la Madrid, México, Fondo de Cultura Económica, 2004.
- AMLO: entre la atracción y el temor. Una crónica del 2003 al 2005, con la colaboración de Lucía de Pablo y Dora Schael, México, Editorial Océano, 2006.[11]
- Confrontación de agravios. La postelección de 2006, con la colaboración de Santiago Portilla, México, Editorial Océano, 2007.
- Vicente Fox. El presidente que no supo gobernar, con la colaboración de Concepción Ortega, Lucía de Pablo, Santiago Portilla y Dora Schael, México, Editorial Océano, 2007.

### Capítulos
- “El Partido Nacional Revolucionario y la campaña vasconcelista”, en Carlos Martínez Assad, Compilador, La sucesión presidencial en México. Coyuntura electoral y cambio político, México, Editorial Nueva Imagen, 1981.
- “El Maximato”, en Episodios mexicanos, México, Secretaría de Educación Pública, 1983.
- “Paz, revolución y estabilidad”, en Historia de la Escuela de Medicina, México, Universidad Nacional Autónoma de México, 1983.
- “Mexico: Culture and Identity in the Information Age” en Identities in North America. The Search for Community, Editado por Robert L. Earle y John D. Wirth, Stanford University Press, Stanford, California, 1995.

### Artículos
En revistas académicas
- “1929. Panorama político”, Revista de la Universidad de México XXXIII (9), México, Universidad Nacional Autónoma de México, mayo–junio de 1979.

- “El Partido Nacional Revolucionario y el Congreso de la Unión”, Revista Mexicana de Sociología, México, Universidad Nacional Autónoma de México, Instituto de Investigaciones Sociales, año XLI (3) julio–septiembre de 1979.

- “El Partido Nacional Revolucionario y la campaña vasconcelista”, Estudios de Historia Moderna y Contemporánea de México, México, Universidad Nacional Autónoma de México, Instituto de Investigaciones Históricas VII, 1979.

De difusión en revistas y periódicos
- “El partido único”, unomásuno, México, año II, 11 de marzo de 1979.
- “El PNR, centralismo autocrático”, unomásuno, México, año II, 12 de marzo de 1979.
- “Apoyo en los cuadros, no en las masas”, unomásuno, México, año II, 13 de marzo de 1979.
- “Gambitos de la historia parcelaria”, Nexos, México, año II, núm. 16, marzo de 1979.
- “El partido de Estado, cronología 1928–1976”, Nexos, año II, núm. 17, mayo de 1979.
- “Historia de un diálogo difícil. Estado y premios nacionales”, unomásuno, México, 3, 4, 5 y 6 de diciembre de 1981.
- “Televisión pública deformada”, La Razón, México, 14 de julio de 2010.